# Senecio lorentziella
Senecio lorentziella là một loài thực vật có hoa trong họ Cúc. Loài này được Hicken miêu tả khoa học đầu tiên năm 1922.